# Sinjin Smith
Christopher St. John Smith (Santa Mônica, 7 de maio de 1957) é um ex-jogador de voleibol de praia estadunidense, que foi um dos atletas pioneiros no Circuito Mundial de Vôlei de praia, tetracampeão no Circuito Mundial de Vôlei de Praia nos anos de 1987, 1989, 1991 e 1992, participou do torneio de exibição da modalidade nos Jogos Olímpicos de Verão de 1992 em Barcelona, conquistando a medalha de ouro, alem de conquistar a medalha de bronze na edição dos Jogos da Boa Vontade de 1994 na Rússia, participou dos Jogos Olímpicos de Atlanta de 1996.

## Carreira
Na cidade de Santa Mônica o jovem garoto Sinjin, como foi ficou conhecido, acompanhava ao longo de seu crescimento os jogadores de vôlei de praia, muito comum para os naturais deste lugar jogar voleibol.E aos 15 de idade começou a competir em alguns torneios, conciliava ambas as práticas de voleibol, ou seja, atuava tanto no voleibol de quadra (indoor), quando o outdoor (praia).
No vôlei de quadra foi capitão da UCLA/Bruins na conquista do vice-campeonato na fase nacional do Campeonato Universitário da Divisão I do National Collegiate Athletic Association (NCAA) de 1978, sendo nomeado para a seleção do campeonato, e também conquistou o título na edição de 1979, fazendo parte da seleção do campeonato como o jogador mais destacado (MOP). Entrou para o Hall da Fama da UCLA em 1991, tendo sua camisa universitária # 22 aposentada no ano de 1992.Foi jogado da seleção nacional de seu país de 1979 a 1982; foi membro do Conselho de Diretores do Vôlei dos EUA, sendo nomeado para a seleção dos melhores jogadores de voleibol do país nos anos de 1983 e 1984.
A primeira vitória no vôlei de praia ocorreu no ano de 1977 formando dupla com Mike Normand quando competiram no Aberto de Rosecrans, jogou ao lado de Karch Kiraly para conquistar o título do Rei da Praia (King of the Beach) no Aberto de Manhattan de 1979, repetindo o título nos anos de 1980, 1982, 1986 e 1989, formaram a principal dupla do país no início da década de 80.
No Circuito Nacional dos Estados Unidos de Vôlei de Praia de 1977, formou dupla com Ron Von Hagen para disputar o Aberto de Santa Cruz finalizando na quinta colocação, no Aberto de San Diego alcançou o bronze ao lado de Mike Normand, com este mesmo parceiro alcançou o título no Aberto de Marine Street, além dos vice-campeonatos nos Abertos de Santa Barbara e Hermosa Beach.
Ao lado de Mike Normand disputou o Circuito Nacional dos Estados Unidos de Vôlei de Praia de 1978, terminando apenas na quinta posição nos Abertos de San Diego e Sorrento Beach, além do décimo terceiro posto no Aberto de Marine Street; depois troca de parceria e obteve com Andrew Smith o quinto lugar nos Abertos de Laguna Beach e Redondo Beach, terminando com o bronze no Aberto de Lake Tahoe.
Com Karch Kiraly disputou o Circuito Nacional dos Estados Unidos de Vôlei de Praia de 1979, conquistando os títulos dos Abertos de Santa Cruz, San Diego e Santa Barbara, na sequencia conquistou o título ao lado de Mark Eller no Aberto de Lake Tahoe, mais tarde formou dupla com Jim Menges e conquistou o título do Aberto de Manhattan Beach e o quinto lugar no Sorrento Beach, retomando a parceria com Karch Kiraly para conquistas os títulos nos Abertos de Redondo Beach e Boulder.
Iniciou ao lado de Dusty Dvorak no Circuito Nacional dos Estados Unidos de Vôlei de Praia de 1980, terminando com o bronze no Aberto de Santa Cruz, obtendo o vice-campeonato com Andrew Smith no Aberto de Marine Street, voltando a atuar com Karch Kiraly quando conquistaram o quinto lugar no Aberto de Hermosa Beach, obtendo juntos os títulos nos dois Abertos de Santa Barbara, também nos Abertos de Rosecrans, San Diego, Will Rogers State Beach e Manhattan Beach, além do bronze em Laguna Beach; e com Andrew Smith conquistou o quarto lugar no Aberto de Santa Monica, finalizando em parceria de Karch Kiraly com os títulos do Aberto de Ocean Beach e Manhattan Beach, além do quinto lugar no Aberto de Redondo Beach.
Na edição do Circuito Nacional dos Estados Unidos de Vôlei de Praia de 1981 conquistou ao lado de Karch Kiraly quando conquistou os títulos nos Abertos de Rosecrans, San Diego, Muscle Beach, Ocean Beach, Manhattan Beach e Redondo Beach, além do bronze no Aberto de Will Rogers State Beach.
Na temporada de 1982 do Circuito Nacional dos Estados Unidos de Vôlei de Praia voltou a jogar ao lado de Mark Eller, quando obteve o quarto lugar no Aberto de Santa Cruz, o vice-campeonato no Aberto de Marine Street, o título no Aberto de Hermosa Beach e o bronze na primeira etapa de Santa Barbara; prosseguiu a competição com Randy Stoklos conquistando os títulos nos Abertos de Santa Barbara (II), Laguna Beach e Santa Monica, além dos vice-campeonatos nos Abertos de Mission Beach, Clearwater e Manhattan Beach; ainda conquistou ao lado de Karch Kiraly o título do Aberto de San Diego, e volta ao lado de Randy Stoklos para conquistar os títulos dos Abertos de Will Rogers State Beach. Manhattan Beach e Redondo Beach.
Em toda temporada do Circuito Nacional dos Estados Unidos de Vôlei de Praia de 1983 competiu ao lado de Randy Stoklos, sagrando-se campeões nos Abertos de Santa Barbara, Mission Beach, Nova Iorque, Hermosa Beach, Boulder, Santa Monica, Will Rogers State Beach e Newport Beach; foram vice-campeões nos Abertos de Santa Cruz, Laguna Beach Manhattan Beach, San Diego e terceiros colocados nos Abertos de Clearwater e Chicago, além das quintas colocações nos Abertos de Los Angeles e Redondo Beach.
Na primeira edição do Circuito da AVP (Associação de Vôlei Profissional Americana) ou AVP Pro Beach Tour, ocorrida em 1984, iniciou ao lado de Randy Stoklos quando sagraram-se campeões nos Abertos de Clearwater, Malibu, Laguna Beach, Long Beach, Mission Beach, Honolulu e Boulder e juntos conquistaram o vice-campeonato nos Abertos de Scottsdale, Santa Cruz, Manhattan Beach e Chicago, depois jogou com Karch Kiraly, quando terminaram em quinto lugar no Aberto de Ocean Beach, segunda posição no Aberto de Seal Beach, além dos títulos nos Abertos de Marine Street e Santa Barbara.
Na segunda edição do Circuito da AVP em 1985 competiu ao lado de Randy Stoklos, finalizando com o terceiro posto nos Abertos de Phoenix, Fort Lauderdale e Wildwood, o sétimo lugar no Aberto de Redondo Beach, a quinta posição nos Abertos de Santa Cruz, Boulder, Chicago e Santa Barbara, quarta colocação nos Abertos de Long Beach e Cape Cod, os vice-campeonatos nos Abertos de Hermosa Beach e Manhattan Beach, conquistando os títulos nos Abertos de Clearwater, Laguna Beach, San Diego, Honolulu e Seal Beach.
Em 1986 confirmando a parceria com Randy Stoklos, alcançou no Circuito da AVP os títulos dos Abertos de Pensacola, Clearwater, Jacksonville, Fort Lauderdale, Laguna Beach, Ventura, Zuma Beach, Boulder, Hermosa Beach, Doheny Beach, Wildwood, Manhattan Beach, Chicago. Honolulu, Santa Barbara, Scottsdale e Sacramento; terminaram com o vice-campeonato nos Abertos de San Diego, Seal Beach, Pacific Palisades, Redondo Beach e San Francisco, e com as terceiras colocações nos Abertos de Santa Cruz e Burbank.
No ano de 1987 jogou com Randy Stoklos na edição do Circuito da AVP, conquistando os títulos nos Abertos de Daytona Beach. Fort Myers, Panama City, Honolulu, Scottsdale, Santa Barbara, Santa Cruz, Hermosa Beach,Salisbury, Ocean City, Hamptons, Chicago, Denver,Seal Beach e Redondo Beach. E juntos participaram da primeira edição do Circuito Mundial de Vôlei de Praia no ano de 1987, com apenas uma etapa, e tal evento foi realizado no Rio de Janeiro, ocasião que conquistaram o título.
Com Randy Stoklos disputou a edição do Circuito da AVP de 1988 obtendo os títulos nos Abertos de South Padre Island, Daytona Beach, Fort Myers, Panama City, Treasure Island, Scottsdale, Ventura, Rochester, Salisbury, San Francisco, Pacific Palisades e Hermosa Beach, alcançando o vice-campeonatos nos Abertos de Seal Beach, Rhode Island, Cleveland e Chicago, as medalhas de bronze nos Abertos de Honolulu, Laguna Beach, Boulder, Venice Beach e San Diego, e a quinta posição no Aberto de Seattle.
Na segunda edição do Circuito Mundial de Vôlei de Praia em 1988 competiu ao lado de Randy Stoklos, novamente única etapa sediada no Rio de Janeiro, desta vez finalizou na quarta posição.
Em mais uma etapa ao lado de Randy Stoklos pelo Circuito da AVP em 1989 conquistando os títulos nos Abertos de Nova Orleans, Dallas, San Jose, Honolulu, Sacramento, Manhattan Beach, Rhode Island, Cleveland e Chicagoos vice-campeonatos nos Abertos de Fort Myers, Miami, Phoenix, Clearwater, Santa Cruz, Boulder, Milwaukee e Hermosa Beach, o bronze no Aberto de Tucson, as quintas posições nos Abertos de Venice Beach, Seal Beach, Seattle e San Diego.
Ainda em 1989 disputaram a terceira edição do Circuito Mundial de Vôlei de Praia, edição com três etapas, e no Aberto do Rio de Janeiro foram novamente campeões, mesmo feito obtido no Aberto de Jesi, Itália.
Permaneceu compondo dupla com Randy Stoklos na edição do Circuito da AVP de 1990, obtendo o quarto lugar no Aberto de Fort Myers, o terceiro lugares nos Abertos de Nova Orleans, San Jose, Cape Cod, Grand Haven e Seattle, também foram sétimos colocados nos Abertos de Dallas, vice-campeões nos Abertos de Fort Lauderdale, Houston, Fresno, Venice Beach, Manhattan Beach e Cleveland e campeões dos Abertos de Havaí, Phoenix, Clearwater, Sacramento, Boulder, Indianapolis, Milwaukee, Chicago, Seal Beach, San Diego e Hermosa Beach; e neste ano disputaram o Aberto do Rio de Janeiro, válido pelo correspondente Circuito Mundial de Vôlei de Praia, quando alcançaram o título.
Na edição do Circuito AVP de 1991 esteve novamente ao lado de Randy Stoklos quando se sagraram campeões nos Abertos de Honolulu, Fort Myers, Fort Lauderdale, Phoenix, Sacramento, Fresno, Houston, Boulder, Philadelphia, Cape Cod e Seal Beach, vice-campeões nos Abertos de San Diego, Santa Barbara, Clearwater, Grand Haven, Santa Cruz e Hermosa Beach, quartos colocados no Aberto de San Antonio, sétimos colocados no Aberto de Chicago, quinta colocações nos Abertos de Belmar e Orlando, bem como na edição do Rei da Praia no Aberto de Daytona Beach, onde atuou com vários jogadores; e além disso obteve o bron nos Abertos de Manhattan Beach e Milwaukee.
Pelo Circuito Mundial de Vôlei de Praia de 1991 atuou ao lado de Randy Stoklos, conquistando os títulos dos Abertos do Rio de Janeiro, de Sydney, Austrália e no de Cattolica, Itália.
Na edição do Circuito AVP de 1992 ratificou sua parceria com Randy Stoklos, sendo campeões apenas nas etapas de Honolulu e Phoenix, alcançando também os vice-campeonatos nos Abertos de Fort Myers, Clearwater, Austin, San Diego, Boulder, Cape Cod, Manhattan Beach, Cleveland e Santa Barbara; finalizaram também na nona colocação no Aberto de Fort Worth e Chicago, mesmo posto obtido quando jogou com Todd Schaefer no Aberto de Louisville, de novo com Stoklos terminaram na sétima posição no Aberto de Pensacola e Gran Haven, sétimo posto no Aberto de Fresno, o quarto lugar nos Abertos de Nova Orleans, Philadelphia
Belmar, além da terceira posição nos Abertos de San Antonio, Milwaukee e Hermosa Beach, além do sexto lugar obtido na edição do Rei da Praia realizada no Aberto de Daytona Beach, onde competiu ao lado de vários atletas. e foi eleito o melhor jogador defensivo do circuito, pela terceira vez consecutiva, já havia ocorrido em 1990 e 1991.
Com Randy Stoklos disputou a edição do Circuito Mundial de Vôlei de Praia de 1992, edição com seis torneios conquistando a medalha deouro no Aberto de Sydney, também no Aberto do Rio de Janeiro; voltando a competir no Aberto de Almeria, conquistando a medalha de ouro, torneio que serviu para torneio de exibição da modalidade na edição dos Jogos Olímpicos de Verão em Barcelona.
Iniciou com Randy Stoklos no Circuito da AVP de 1993, obtendo os vice-campeonatos nos Abertos do Havaí e Nova Iorque, o título do Fort Myers, o terceiro lugar nos Abertos de Phoenix e Austin, quarta posição no Aberto de San Antonio, alcançando o quinto no Aberto de Pensacola e o sétimo em Clearwater, e ainda competiram no Circuito Mundial de Vôlei de Praia no mesmo ano, apenas no Aberto do Rio de Janeiro. Na sequência disputou o Circuito AVP jogou ao lado de Eric Boyles quando terminaram em nono lugar no Aberto de Fort Worth, mesma colocação que alcançou quando atuou com Tim Hovland nos Abertos de San Diego e Boulder, e também com Chris Young no Aberto de Cleveland; ainda competiu com Dan Vrebalovich conquistando o terceiro lugar no Aberto de Seaside Heights, o décimo sétimo posto no Aberto de Chicago, quinto lugar no Aberto de Ocean City e o décimo terceiro lugar no Aberto de
Manhattan Beach; novamente mudou de parceria e conquistou ao lado de Ricci Luyties o quarto lugar nos Abertos de Cape Cod e Milwaukee, o terceiro lugar no Aberto de Seal beach, além do sétimo Lugar em Belmar e o nono em Grand Haven; e outra vez muda de parceria, competindo com Bruk Vandeweghe, quando só obtiveram neste circuito o oitavo lugar no Aberto de Santa Cruz, nono lugar em Hermosa beach e a quinta colocação em Cincinnati, ao final do circuito finalizou na décima posição no Rei da Praia realizado no Daytona Beach.
Votou a parceria com Mark Eller na edição do Circuito da AVP de 1994, finalizaram na décima terceira colocação no Aberto de Manhattan Beach. E disputou a edição do Circuito Mundial de Vôlei de Praia de 1994 ao lado de Bruk Vandeweghe, conquistando a medalha de bronze na edição dos Jogos da Boa Vontade (Goodwill Games) de 1994, sediada em São Petersburgo, Rússia, ainda juntos conquistaram o sétimo lugar no Aberto de Marseille, França, nona posição no Aberto de Enoshima,Japão, a medalha de prata no Aberto de Carolina (Porto Rico), Porto Rico e o quarto lugar no Aberto de Fortaleza.
No Circuito da AVP de 1995 jogou com Tony Zapata e finalizaram na vigésima quinta posição nos Abertos de Singer Island e Fort Worth Já ao lado de Bruk Vandeweghe iniciou a temporada de 1995 do Circuito Mundial de Vôlei de Praia, mas encerram apenas na vigésima quinta posição no Aberto do Rio de Janeiro, em seguida passou a formar dupla com Carl Henkel, alcançando o décimo sétimo posto no Aberto de Cidade do Cabo, décima terceira colocação nos Abertos de Marbella, Espinho e Ostende, as nonas posições nos Abertos de Berlin, Tenerife e Fortaleza, quintas colocações nos Abertos de Clearwater, Marseille, Hermosa Beach e Lignano Sabbiadoro, obtendo também as quartas colocações nos Abertos de Busan, La Baule e Bali, conquistaram ainda o bronze no Aberto de Carolina (Porto Rico) e o vice-campeonato no Aberto de Enoshima.
Na jornada de 1996 do Circuito Mundial de Vôlei de Praia ratificou sua parceria com Carl Henkel com quem disputou a edição dos Jogos Olímpicos de Verão de 1996 em Atlanta, Estados Unidos, mas finalizaram em quinto lugar, e ainda finalizaram na vigésima quinta colocação no Aberto de Berlin, décima sétima posição no Aberto de Fortaleza, décimo terceiro posto nos Abertos de Marbella e Pornichet, nonas colocações nos Abertos do Rio de Janeiro, João Pessoa e Alanya, sétimas posições nos Abertos de Hermosa Beach, Espinho e Carolina (Porto Rico), quinto lugar no Aberto de Tenerife, além dos vice-campeonatos obtidos nos Abertos de Marseille, Lignano Sabbiadoro e Jacarta. Na temporada de 1997 do referido circuito permaneceu ao lado de Henkel e obtiveram o décimo sétimo lugar nos Abertos de Berlin e Marseille, mesmo posto obtido na edição do Campeonato Mundial de Vôlei de Praia de 1997 sediado em Los Angeles, décimo terceiro posto no Aberto de Espinho, nona colocação no Aberto de Lignano Sabbiadoro, além das sétimas colocações nos Abertos de Klagenfurt e Ostende.
Retomou a parceria com Ricci Luyties para disputar o Circuito da AVP de 1998, e obtiveram o vigémio quinto lugar nos Abertos de Tucson e Sacramento, a décima sétima colocação nos Abertos de Clearwater, Dallas e Jacksonville, além das nonas colocações nos Abertos de Fort Myers, San Antonia, Daytona Beach e Cleveland; com este mesmo jogador conquistou o vice-campeonato na etapa Challenger & Satellite realizada em Viña del Mar, também finalizou no correspondente Circuito Mundial de Vôlei de Praia na décima sétima posição nos Abertos de Mar del Plata, Espinho, Ostende e Alanya, também na décima terceira nos Abertos do Rio de Janeiro, Berlin, Moscou e Tenerife, nona posição no Aberto de Toronto, oitavo lugar no Aberto do Rio de Janeiro e também na edição Jogos da Boa Vontade (Goodwill Games) de 1998 realizado em Nova Iorque e a sétima colocação em Lignano Sabbiadoro, ainda conseguiu a vigésima quinta posição no Aberto de Vitória ao lado de Rob Heidger.
Competiu novamente ao lado de Carl Henkel na temporada de 1999 do Circuito Mundial de Vôlei de Praia, mas iniciou a competição com Rob Heidger na sétima posição de Mar del Plata e o quinto lugar no Aberto de Acapulco, e com Henkel alcançou a décima colocação nos Abertos de Toronto, Belin, Stavanger, Klagenfurt e Ostende, décima terceira posição no Aberto de Vitória, os nonos lugares nos Abertos de Lignano Sabbiadoro e Espinho, além das sétimas colocações nos Abertos de Moscou, Marseille e Tenerife. Ainda neste ano disputou com Rob Heidger a Série de Huntington Beach do Circuito USA Volleyball quando conqusitaram o bronze e o quinto lugar na Olympic Cup de San Diego ao lado de Carl Henkel.
Na temporada de 2000 proseguiu com a dupla ao lado de Carl Henkel, alcançando a vigésima quinta posição nos Abertos de Toronto e Espinho, décima sétima colocação nos Abertos do Guarujá, Tenerife e Chicago, décima terceira posições nos Abertos de Rosarito e Marseille; ainda terminaram na nona posição nos Abertos de Macau e Lignano Sabbiadoro, como também obtiveram o sétimo posto nos Abertos de Mar del Plata e Klagenfurt, o quinto lugar no Aberto de Stavanger e o vice-campeonato no Aberto de Ostende; no mesmo ano conquistou ao lado de Sean Scott a quarta posição na Série realizada em Deerfield Beach pelo Circuito Usa Volleyball
Em 2001 voltou a disputar o Circuito da AVP e ao lado de Carl Henkel alcançou o sétimo lugar no Aberto de Hermosa Beach, depois com George Roumain terminaram na décima terceira posição em Santa Barbara e a nona posição em Manhattan Beach e com Carl Henkel terminou em quinto lugar no Circuito Beach Volleyball America no mesmo ano, e juntos disputaram a edição do Circuito Mundial de Vôlei de Praia encerrando na vigésima quinta colocação nos Abertos de Marseille e Espinho, na décima sétima colocação nos Abertos de Tenferife e Ostende, mesmo posto alcançando também no Campeonato Mundial de Vôlei de Praia de 2001 realizado em Klagenfurt, também conseguiram o décimo terceiro lugar nos Abertos de Gstaad e Berlin, além das nonas colocações nos Abertos de Stavanger e Lignano Sabbiadoro.
Ele se aposentou como atleta em 2001 no Aberto Manhatten Beach, sua carreira de jogador ficou caracterizada pelo forte concentração, excelencia na defesa e alto aproveitamento nas “viradas de bola” (sideouts) e boa atuação na armação de bloqueio, chamado por Chris Marlowe, o “Kong” do bloqueio, e entrou para história como o primeiro jogador a atingir a marca de 100 vitórias em Abertos e Também recebeu o prêemio como integrante de Melhor Dupla de Vôlei de Praia da Década em 2001 e Maior Dupla da História do Voleibol foi introduzido no Hall da Fama do Voleibol em 2003.
Foi o pioneiro entre os jogadores de vôlei de praia a ter a percepção do potencial de marketing da modalidade, esmerando-se na promoção deste sporte em diversas organizações, exercendo cargos na Associação de Profissionais de Voleibol (AVP), o USA Volleyball  (USAV) e a Federação Internacional de Voleibol (FIVB).
Apos aposentadoria passou dedicar-se a outros esportes com golfe, tênis, surf e treinar cavalos de corrida, também dirigiu clínicas de vôlei e patrocina oficnas de vôlei. Ele foi introduzido no Hall da Fama da Organização da Juventude Católica em 1998 e ele está no Conselho de Big Brothers da America, também escreveu o livro Kings of the Beach, que foi transformado em um videogame da Nintendo, também empresário e apareceu no espisódio de Magnum, P.I..

## Títulos e resultados
- Aberto de Almeria do Circuito Mundial de Vôlei de Praia:1992[26]
- Aberto do Rio de Janeiro do Circuito Mundial de Vôlei de Praia:1992[25]
- Aberto de Sydney do Circuito Mundial de Vôlei de Praia:1992[24]
- Aberto de Cattolica do Circuito Mundial de Vôlei de Praia:1991[21]
- Aberto de Sydney do Circuito Mundial de Vôlei de Praia:1991[20]
- Aberto do Rio de Janeiro do Circuito Mundial de Vôlei de Praia:1991[19]
- Aberto do Rio de Janeiro do Circuito Mundial de Vôlei de Praia:1990[16]
- Aberto de Jesi do Circuito Mundial de Vôlei de Praia:1989[15]
- Aberto do Rio de Janeiro do Circuito Mundial de Vôlei de Praia:1989[13]
- Aberto do Rio de Janeiro do Circuito Mundial de Vôlei de Praia:1987[6]
- Aberto de Ostende do Circuito Mundial de Vôlei de Praia:2000[35]
- Aberto de Jacarta do Circuito Mundial de Vôlei de Praia:1996[35]
- Aberto de Lignano Sabbiadoro do Circuito Mundial de Vôlei de Praia:1996[35]
- Aberto de Marseille do Circuito Mundial de Vôlei de Praia:1996[35]
- Aberto de Enoshima do Circuito Mundial de Vôlei de Praia:1995[35]
- Aberto de Carolina (Porto Rico) do Circuito Mundial de Vôlei de Praia:1994[33]
- Etapa Challenger & Satellite de Viña del Mar do Circuito Mundial de Vôlei de Praia:1998[35]
- Aberto de Carolina (Porto Rico) do Circuito Mundial de Vôlei de Praia:[35]
- Aberto do Rio de Janeiro do Circuito Mundial de Vôlei de Praia:1993[28]
- Aberto de Bali do Circuito Mundial de Vôlei de Praia:1995[35]
- Aberto de La Baule do Circuito Mundial de Vôlei de Praia:1995[35]
- Aberto de Busan do Circuito Mundial de Vôlei de Praia:1995[35]
- Aberto de Fortaleza do Circuito Mundial de Vôlei de Praia:1994[34]
- Aberto do Rio de Janeiro do Circuito Mundial de Vôlei de Praia:1988[11]
- Aberto de Fort Myers do Circuito da AVP de Vôlei de Praia:1993[17]
- Aberto de Phoenix do Circuito da AVP de Vôlei de Praia:1992[17]
- Aberto de Honolulu do Circuito da AVP de Vôlei de Praia:1992[17]
- Aberto de Seal Beach do Circuito da AVP de Vôlei de Praia:1991[17]
- Aberto de Cape Cod do Circuito da AVP de Vôlei de Praia:1991[17]
- Aberto de Philadelphia do Circuito da AVP de Vôlei de Praia:1991[17]
- Aberto de Boulder do Circuito da AVP de Vôlei de Praia:1991[17]
- Aberto de Houston do Circuito da AVP de Vôlei de Praia:1991[17]
- Aberto de Fresno do Circuito da AVP de Vôlei de Praia:1991[17]
- Aberto de Sacramento do Circuito da AVP de Vôlei de Praia:1991[17]
- Aberto de Phoenix do Circuito da AVP de Vôlei de Praia:1991[17]
- Aberto de Fort Lauderdale do Circuito da AVP de Vôlei de Praia:1991[17]
- Aberto de Fort Myers do Circuito da AVP de Vôlei de Praia:1991[17]
- Aberto de Honolulu do Circuito da AVP de Vôlei de Praia:1991[17]
- Aberto de Hermosa Beach do Circuito da AVP de Vôlei de Praia:1990[9]
- Aberto de San Diego do Circuito da AVP de Vôlei de Praia:1990[9]
- Aberto de Seal Beach do Circuito da AVP de Vôlei de Praia:1990[9]
- Aberto de Chicago do Circuito da AVP de Vôlei de Praia:1990[9]
- Aberto de Milwaukee do Circuito da AVP de Vôlei de Praia:1990[9]
- Aberto de Indianapolis do Circuito da AVP de Vôlei de Praia:1990[9]
- Aberto de Boulder do Circuito da AVP de Vôlei de Praia:1990[9]
- Aberto de Sacramento do Circuito da AVP de Vôlei de Praia:1990[9]
- Aberto de Clearwater do Circuito da AVP de Vôlei de Praia:1990[9]
- Aberto de Phoenix do Circuito da AVP de Vôlei de Praia:1990[9]
- Aberto do Havaí do Circuito da AVP de Vôlei de Praia:1990[9]
- Aberto de Chicago do Circuito da AVP de Vôlei de Praia:1989[9]
- Aberto de Cleveland do Circuito da AVP de Vôlei de Praia:1989[9]
- Aberto de Rhode Island do Circuito da AVP de Vôlei de Praia:1989[9]
- Aberto de Manhattan Beach do Circuito da AVP de Vôlei de Praia:1989[9]
- Aberto de Sacramento do Circuito da AVP de Vôlei de Praia:1989[9]
- Aberto de Honolulu do Circuito da AVP de Vôlei de Praia:1989[9]
- Aberto de San Jose do Circuito da AVP de Vôlei de Praia:1989[9]
- Aberto de Dallas do Circuito da AVP de Vôlei de Praia:1989[9]
- Aberto de Nova Orleans do Circuito da AVP de Vôlei de Praia:1989[9]
- Aberto de Hermosa Beach do Circuito da AVP de Vôlei de Praia:1988[9]
- Aberto de Pacific Palisades do Circuito da AVP de Vôlei de Praia:1988[9]
- Aberto de San Francisco do Circuito da AVP de Vôlei de Praia:1988[9]
- Aberto de Salisbury do Circuito da AVP de Vôlei de Praia:1988[9]
- Aberto de Rochester do Circuito da AVP de Vôlei de Praia:1988[9]
- Aberto de Ventura do Circuito da AVP de Vôlei de Praia:1988[9]
- Aberto de Treasure Island do Circuito da AVP de Vôlei de Praia:1988[9]
- Aberto de Panama City do Circuito da AVP de Vôlei de Praia:1988[9]
- Aberto de Fort Myers do Circuito da AVP de Vôlei de Praia:1988[9]
- Aberto de Daytona Beach do Circuito da AVP de Vôlei de Praia:1988[9]
- Aberto de South Padre Island do Circuito da AVP de Vôlei de Praia:1988[9]
- Aberto de Redondo Beach do Circuito da AVP de Vôlei de Praia:1987[5]
- Aberto de Seal Beach do Circuito da AVP de Vôlei de Praia:1987[5]
- Aberto de Denver do Circuito da AVP de Vôlei de Praia:1987[5]
- Aberto de Chicago do Circuito da AVP de Vôlei de Praia:1987[5]
- Aberto de Hamptons do Circuito da AVP de Vôlei de Praia:1987[5]
- Aberto de Ocean City do Circuito da AVP de Vôlei de Praia:1987[5]
- Aberto de Salisbury do Circuito da AVP de Vôlei de Praia:1987[5]
- Aberto de Hermosa Beach do Circuito da AVP de Vôlei de Praia:1987[5]
- Aberto de Santa Cruz do Circuito da AVP de Vôlei de Praia:1987[5]
- Aberto de Santa Barbara do Circuito da AVP de Vôlei de Praia:1987[5]
- Aberto de Scottsdale do Circuito da AVP de Vôlei de Praia:1987[5]
- Aberto de Honolulu do Circuito da AVP de Vôlei de Praia:1987[5]
- Aberto de Panama City do Circuito da AVP de Vôlei de Praia:1987[5]
- Aberto de Fort Myers do Circuito da AVP de Vôlei de Praia:1987[5]
- Aberto de Daytona Beach do Circuito da AVP de Vôlei de Praia:1987[5]
- Aberto de Sacramento do Circuito da AVP de Vôlei de Praia:1986[5]
- Aberto de Scottsdale do Circuito da AVP de Vôlei de Praia:1986[5]
- Aberto de Santa Barbara do Circuito da AVP de Vôlei de Praia:1986[5]
- Aberto de Honolulu do Circuito da AVP de Vôlei de Praia:1986[5]
- Aberto de Chicago do Circuito da AVP de Vôlei de Praia:1986[5]
- Aberto de Manhattan Beach do Circuito da AVP de Vôlei de Praia:1986[5]
- Aberto de Wildwood do Circuito da AVP de Vôlei de Praia:1986[5]
- Aberto de Doheny Beach do Circuito da AVP de Vôlei de Praia:1986[5]
- Aberto de Hermosa Beach do Circuito da AVP de Vôlei de Praia:1986[5]
- Aberto de Boulder do Circuito da AVP de Vôlei de Praia:1986[5]
- Aberto de Zuma Beach do Circuito da AVP de Vôlei de Praia:1986[5]
- Aberto de Ventura do Circuito da AVP de Vôlei de Praia:1986[5]
- Aberto de Laguna Beach do Circuito da AVP de Vôlei de Praia:1986[5]
- Aberto de Fort Lauderdale do Circuito da AVP de Vôlei de Praia:1986[5]
- Aberto de Jacksonville do Circuito da AVP de Vôlei de Praia:1986[5]
- Aberto de Clearwater do Circuito da AVP de Vôlei de Praia:1986[5]
- Aberto de Pensacola do Circuito da AVP de Vôlei de Praia:1986[5]
- Aberto de Seal Beach do Circuito da AVP de Vôlei de Praia:1985[5]
- Aberto de Honolulu do Circuito da AVP de Vôlei de Praia:1985[5]
- Aberto de San Diego do Circuito da AVP de Vôlei de Praia:1985[5]
- Aberto de Laguna Beach do Circuito da AVP de Vôlei de Praia:1985[5]
- Aberto de Clearwater do Circuito da AVP de Vôlei de Praia:1985[5]
- Aberto de Santa Barbara do Circuito da AVP de Vôlei de Praia:1984[5]
- Aberto de Marine Street do Circuito da AVP de Vôlei de Praia:1984[5]
- Aberto de Boulder do Circuito da AVP de Vôlei de Praia:1984[5]
- Aberto de Honolulu do Circuito da AVP de Vôlei de Praia:1984[5]
- Aberto de Mission Beach do Circuito da AVP de Vôlei de Praia:1984[5]
- Aberto de Long Beach do Circuito da AVP de Vôlei de Praia:1984[5]
- Aberto de Laguna Beach do Circuito da AVP de Vôlei de Praia:1984[5]
- Aberto de Malibu do Circuito da AVP de Vôlei de Praia:1984[5]
- Aberto de Clearwater do Circuito da AVP de Vôlei de Praia:1984[5]
- Aberto de Nova Iorque do Circuito da AVP de Vôlei de Praia:1993[17]
- Aberto do Havaí do Circuito da AVP de Vôlei de Praia:1993[17]
- Aberto de Santa Barbara do Circuito da AVP de Vôlei de Praia:1992[17]
- Aberto de Cleveland do Circuito da AVP de Vôlei de Praia:1992[17]
- Aberto de Manhattan Beach do Circuito da AVP de Vôlei de Praia:1992[17]
- Aberto de Cape Cod do Circuito da AVP de Vôlei de Praia:1992[17]
- Aberto de Boulder do Circuito da AVP de Vôlei de Praia:1992[17]
- Aberto de San Diego do Circuito da AVP de Vôlei de Praia:1992[17]
- Aberto de Austin do Circuito da AVP de Vôlei de Praia:1992[17]
- Aberto de Clearwater do Circuito da AVP de Vôlei de Praia:1992[17]
- Aberto de Fort Myers do Circuito da AVP de Vôlei de Praia:1992[17]
- Aberto de Hermosa Beach do Circuito da AVP de Vôlei de Praia:1991[17]
- Aberto de Santa Cruz do Circuito da AVP de Vôlei de Praia:1991[17]
- Aberto de Grand Haven do Circuito da AVP de Vôlei de Praia:1991[17]
- Aberto de Clearwater do Circuito da AVP de Vôlei de Praia:1991[17]
- Aberto de Santa Barbara do Circuito da AVP de Vôlei de Praia:1991[17]
- Aberto de San Diego do Circuito da AVP de Vôlei de Praia:1991[17]
- Aberto de Cleveland do Circuito da AVP de Vôlei de Praia:1990[9]
- Aberto de Manhattan Beach do Circuito da AVP de Vôlei de Praia:1990[9]
- Aberto de Venice Beach do Circuito da AVP de Vôlei de Praia:1990[9]
- Aberto de Fresno do Circuito da AVP de Vôlei de Praia:1990[9]
- Aberto de Houston do Circuito da AVP de Vôlei de Praia:1990[9]
- Aberto de Fort Lauderdale do Circuito da AVP de Vôlei de Praia:1990[9]
- Aberto de Hermosa Beach do Circuito da AVP de Vôlei de Praia:1989[9]
- Aberto de Milwaukee do Circuito da AVP de Vôlei de Praia:1989[9]
- Aberto de Boulder do Circuito da AVP de Vôlei de Praia:1989[9]
- Aberto de Santa Cruz do Circuito da AVP de Vôlei de Praia:1989[9]
- Aberto de Clearwater do Circuito da AVP de Vôlei de Praia:1989[9]
- Aberto de Phoenix do Circuito da AVP de Vôlei de Praia:1989[9]
- Aberto de Miami do Circuito da AVP de Vôlei de Praia:1989[9]
- Aberto de Fort Myers do Circuito da AVP de Vôlei de Praia:1989[9]
- Aberto de Chicago do Circuito da AVP de Vôlei de Praia:1988[9]
- Aberto de Cleveland do Circuito da AVP de Vôlei de Praia:1988[9]
- Aberto de Rhode Island do Circuito da AVP de Vôlei de Praia:1988[9]
- Aberto de Seal Beach do Circuito da AVP de Vôlei de Praia:1988[9]
- Aberto de San Francisco do Circuito da AVP de Vôlei de Praia:1986[5]
- Aberto de Redondo Beach do Circuito da AVP de Vôlei de Praia:1986[5]
- Aberto de Pacific Palisades do Circuito da AVP de Vôlei de Praia:1986[5]
- Aberto de Seal Beach do Circuito da AVP de Vôlei de Praia:1986[5]
- Aberto de San Diego do Circuito da AVP de Vôlei de Praia:1986[5]
- Aberto de Manhattan Beach do Circuito da AVP de Vôlei de Praia:1985[5]
- Aberto de Hermosa Beach do Circuito da AVP de Vôlei de Praia:1985[5]
- Aberto de Seal Beach do Circuito da AVP de Vôlei de Praia:1984[5]
- Aberto de Chicago do Circuito da AVP de Vôlei de Praia:1984[5]
- Aberto de Manhattan Beach do Circuito da AVP de Vôlei de Praia:1984[5]
- Aberto de Santa Cruz do Circuito da AVP de Vôlei de Praia:1984[5]
- Aberto de Scottsdale do Circuito da AVP de Vôlei de Praia:1984[5]
- Aberto de Seal Beach do Circuito da AVP de Vôlei de Praia:1993[17]
- Aberto de Seaside Heights do Circuito da AVP de Vôlei de Praia:1993[17]
- Aberto de Austin do Circuito da AVP de Vôlei de Praia:1993[17]
- Aberto de Phoenix do Circuito da AVP de Vôlei de Praia:1993[17]
- Aberto de Hermosa Beach do Circuito da AVP de Vôlei de Praia:1992[17]
- Aberto de Milwaukee do Circuito da AVP de Vôlei de Praia:1992[17]
- Aberto de San Antonio do Circuito da AVP de Vôlei de Praia:1992[17]
- Aberto de Milwaukee do Circuito da AVP de Vôlei de Praia:1991[17]
- Aberto de Manhattan Beach do Circuito da AVP de Vôlei de Praia:1991[17]
- Aberto de Tucson do Circuito da AVP de Vôlei de Praia:1989[9]
- Aberto de San Diego do Circuito da AVP de Vôlei de Praia:1988[9]
- Aberto de Venice Beach do Circuito da AVP de Vôlei de Praia:1988[9]
- Aberto de Boulder do Circuito da AVP de Vôlei de Praia:1988[9]
- Aberto de Laguna Beach do Circuito da AVP de Vôlei de Praia:1988[9]
- Aberto de Honolulu do Circuito da AVP de Vôlei de Praia:1988[9]
- Aberto de Burbank do Circuito da AVP de Vôlei de Praia:1986[5]
- Aberto de Santa Cruz do Circuito da AVP de Vôlei de Praia:1986[5]
- Aberto de Wildwood do Circuito da AVP de Vôlei de Praia:1985[5]
- Aberto de Fort Lauderdale do Circuito da AVP de Vôlei de Praia:1985[5]
- Aberto de Phoenix do Circuito da AVP de Vôlei de Praia:1985[5]
- Aberto de Milwaukee do Circuito da AVP de Vôlei de Praia:1993[17]
- Aberto de Cape Cod do Circuito da AVP de Vôlei de Praia:1993[17]
- Aberto de San Antonio do Circuito da AVP de Vôlei de Praia:1993[17]
- Aberto de Belmar do Circuito da AVP de Vôlei de Praia:1992[17]
- Aberto de Philadelphia do Circuito da AVP de Vôlei de Praia:1992[17]
- Aberto de Nova Orleans do Circuito da AVP de Vôlei de Praia:1992[17]
- Aberto de San Antonio do Circuito da AVP de Vôlei de Praia:1991[17]
- Aberto de Long Beach do Circuito da AVP de Vôlei de Praia:1985[5]
- Aberto de Cape Cod do Circuito da AVP de Vôlei de Praia:1985[5]
- Aberto de Fort Myers do Circuito da AVP de Vôlei de Praia:1990[9]
- Aberto de Newport Beach do Circuito Nacional dos Estados Unidos de Vôlei de Praia:1983[4]
- Aberto de Will Rogers State Beach do Circuito Nacional dos Estados Unidos de Vôlei de Praia:1983[4]
- Aberto de Santa Monica do Circuito Nacional dos Estados Unidos de Vôlei de Praia:1983[4]
- Aberto de Boulder do Circuito Nacional dos Estados Unidos de Vôlei de Praia:1983[4]
- Aberto de Hermosa Beach do Circuito Nacional dos Estados Unidos de Vôlei de Praia:1983[4]
- Aberto de Nova Iorque do Circuito Nacional dos Estados Unidos de Vôlei de Praia:1983[4]
- Aberto de Mission Beach do Circuito Nacional dos Estados Unidos de Vôlei de Praia:1983[4]
- Aberto de Santa Barbara do Circuito Nacional dos Estados Unidos de Vôlei de Praia:1983[4]
- Aberto de Redondo Beach do Circuito Nacional dos Estados Unidos de Vôlei de Praia:1982[4]
- Aberto de Manhattan Beach do Circuito Nacional dos Estados Unidos de Vôlei de Praia:1982[4]
- Aberto de Will Rogers State Beach do Circuito Nacional dos Estados Unidos de Vôlei de Praia:1982[4]
- Aberto de San Diego do Circuito Nacional dos Estados Unidos de Vôlei de Praia:1982[4]
- Aberto de Santa Monica do Circuito Nacional dos Estados Unidos de Vôlei de Praia:1982[4]
- Aberto de Laguna Beach do Circuito Nacional dos Estados Unidos de Vôlei de Praia:1982[4]
- Aberto de Santa Barbara II do Circuito Nacional dos Estados Unidos de Vôlei de Praia:1982[4]
- Aberto de Hermosa Beach do Circuito Nacional dos Estados Unidos de Vôlei de Praia:1982[4]
- Aberto de Redondo Beach do Circuito Nacional dos Estados Unidos de Vôlei de Praia:1981[4]
- Aberto de Manhattan Beach do Circuito Nacional dos Estados Unidos de Vôlei de Praia:1981[4]
- Aberto de Ocean Beach do Circuito Nacional dos Estados Unidos de Vôlei de Praia:1981[4]
- Aberto de Muscle Beach do Circuito Nacional dos Estados Unidos de Vôlei de Praia:1981[4]
- Aberto de San Diego do Circuito Nacional dos Estados Unidos de Vôlei de Praia:1981[4]
- Aberto de Rosecrans do Circuito Nacional dos Estados Unidos de Vôlei de Praia:1981[4]
- Aberto de Manhattan Beach II do Circuito Nacional dos Estados Unidos de Vôlei de Praia:1980[4]
- Aberto de Ocean do Circuito Nacional dos Estados Unidos de Vôlei de Praia:1980[4]
- Aberto de Manhattan Beach I do Circuito Nacional dos Estados Unidos de Vôlei de Praia:1980[4]
- Aberto de Will Rogers State Beach do Circuito Nacional dos Estados Unidos de Vôlei de Praia:1980[4]
- Aberto de San Diego do Circuito Nacional dos Estados Unidos de Vôlei de Praia:1980[4]
- Aberto de Rosecrans do Circuito Nacional dos Estados Unidos de Vôlei de Praia:1980[4]
- Aberto de Santa Barbara II do Circuito Nacional dos Estados Unidos de Vôlei de Praia:1980[4]
- Aberto de Santa Barbara I do Circuito Nacional dos Estados Unidos de Vôlei de Praia:1980[4]
- Aberto de Manhattan Beach do Circuito Nacional dos Estados Unidos de Vôlei de Praia:1979[4]
- Aberto de Lake Tahoe do Circuito Nacional dos Estados Unidos de Vôlei de Praia:1979[4]
- Aberto de Santa Barbara do Circuito Nacional dos Estados Unidos de Vôlei de Praia:1979[4]
- Aberto de Santa Diego do Circuito Nacional dos Estados Unidos de Vôlei de Praia:1979[4]
- Aberto de Santa Cruz do Circuito Nacional dos Estados Unidos de Vôlei de Praia:1979[4]
- Aberto de Marine Street do Circuito Nacional dos Estados Unidos de Vôlei de Praia:1977[4]
- Aberto de San Diego do Circuito Nacional dos Estados Unidos de Vôlei de Praia:1983[4]
- Aberto de Manhattan Beach do Circuito Nacional dos Estados Unidos de Vôlei de Praia:1983[4]
- Aberto de Laguna Beach do Circuito Nacional dos Estados Unidos de Vôlei de Praia:1983[4]
- Aberto de Santa Cruz do Circuito Nacional dos Estados Unidos de Vôlei de Praia:1983[4]
- Aberto de Manhattan Beachdo Circuito Nacional dos Estados Unidos de Vôlei de Praia:1982[4]
- Aberto de Clearwater do Circuito Nacional dos Estados Unidos de Vôlei de Praia:1982[4]
- Aberto de Mission Beach do Circuito Nacional dos Estados Unidos de Vôlei de Praia:1982[4]
- Aberto de Marine Street do Circuito Nacional dos Estados Unidos de Vôlei de Praia:1982[4]
- Aberto de Marine Street do Circuito Nacional dos Estados Unidos de Vôlei de Praia:1980[4]
- Aberto de Santa Barbara do Circuito Nacional dos Estados Unidos de Vôlei de Praia:1977[4]
- Aberto de Hermosa Beach do Circuito Nacional dos Estados Unidos de Vôlei de Praia:1977[4]
- Aberto de Seattle do Circuito Nacional dos Estados Unidos de Vôlei de Praia:1990[9]
- Aberto de Grand Haven do Circuito Nacional dos Estados Unidos de Vôlei de Praia:1990[9]
- Aberto de Cape Cod do Circuito Nacional dos Estados Unidos de Vôlei de Praia:1990[9]
- Aberto de San Jose do Circuito Nacional dos Estados Unidos de Vôlei de Praia:1990[9]
- Aberto de Nova Orleans do Circuito Nacional dos Estados Unidos de Vôlei de Praia:1990[9]
- Aberto de Chicago do Circuito Nacional dos Estados Unidos de Vôlei de Praia:1983[4]
- Aberto de Clearwater do Circuito Nacional dos Estados Unidos de Vôlei de Praia:1983[4]
- Aberto de Santa Barbara I do Circuito Nacional dos Estados Unidos de Vôlei de Praia:1982[4]
- Aberto de Will Rogers State Beach do Circuito Nacional dos Estados Unidos de Vôlei de Praia:1981[4]
- Aberto de Laguna Beach do Circuito Nacional dos Estados Unidos de Vôlei de Praia:1980[4]
- Aberto de Santa Cruz do Circuito Nacional dos Estados Unidos de Vôlei de Praia:1980[4]
- Aberto de Lake Tahoe do Circuito Nacional dos Estados Unidos de Vôlei de Praia:1978[4]
- Aberto de San Diego do Circuito Nacional dos Estados Unidos de Vôlei de Praia:1977[4]
- Aberto de Santa Cruz do Circuito Nacional dos Estados Unidos de Vôlei de Praia:1982[4]
- Aberto de Santa Monica do Circuito Nacional dos Estados Unidos de Vôlei de Praia:1980[4]
- Aberto de Santa Barbara do Circuito Nacional dos Estados Unidos de Vôlei de Praia:1982[4]
- Série de Huntington Beach do Circuito Usa Volleyball de Vôlei de Praia:1999[35]
- Série de Deerfield Beach do Circuito Usa Volleyball de Vôlei de Praia:2000[35]
- Campeonato Nacional Universitário NCAA:1979[3]
- Campeonato Nacional Universitário NCAA:1978[3]

## Premiações Individuais
- Melhor Jogador Defensivo do Circuito da AVP de 1992[22]
- Melhor Jogador Defensivo do Circuito da AVP de 1991[22]
- Melhor Jogador Defensivo do Circuito da AVP de 1990[22]
- Rei da Praia dos Estados Unidos de 1989[2]
- Rei da Praia dos Estados Unidos de 1986[2]
- Rei da Praia dos Estados Unidos de 1982[2]
- Rei da Praia dos Estados Unidos de 1980[2]
- Rei da Praia dos Estados Unidos de 1979[2]
- MOP do NCCA da Divisão I de 1979[3]
- Integrante do Time dos Astros do NCCA da Divisão I de 1978[3]